# Les Préaux
Les Préaux je francouzská obec v departementu Eure v regionu Normandie. V roce 2009 zde žilo 430 obyvatel.